# Out of the Island
Albums de The Pretty Things
Live at the Heartbreak Hotel
(1984) Resurrection
(1999)
Out of the Island est un album « live en studio » des Pretty Things enregistré et sorti en 1987.

## Titres
1. Cry to Me (Russel) – 4:28
2. Baby Doll (Berry) – 3:37
3. She's Fine She's Mine (McDaniel) – 5:00
4. Get the Picture (Taylor, May) – 3:08
5. Havanna Bound (May, Tolson) – 3:55
6. Can't Stop (May, Engels) – 3:57
7. Loneliest Person / L.S.D. (Taylor, May, Waller, Povey, Alder) – 7:18
8. Private Sorrow (Taylor, May, Waller, Povey, Alder) – 4:19
9. Moon Is Rising (Reed) – 4:28
10. Big City (Duncan, Klein) – 3:05
11. Cause and Effect (May) – 3:10
12. You Don't Believe Me (May, Page, Morell, Graham) – 3:52
13. Judgement Day (arr. Taylor, May, Shaw, Engel, Ter Veld) – 3:32

## Musiciens
- Phil May : chant
- Dick Taylor : guitare
- Joe Shaw : guitare
- Bertram Engel : batterie
- Roelf Ter Veld : basse
- Steffi Stephan : basse, tambourin